# زیمر بایومت
زیمر بایومت (انگلیسی: Zimmer Biomet) شرکت مراقبت سلامت آمریکایی است، که در سال ۱۹۲۷ تأسیس شد.